# Levant (Proche-Orient)
Pour les articles homonymes, voir Levant.
Ne doit pas être confondu avec Syrie (région historique) ou Bilad el-Cham.

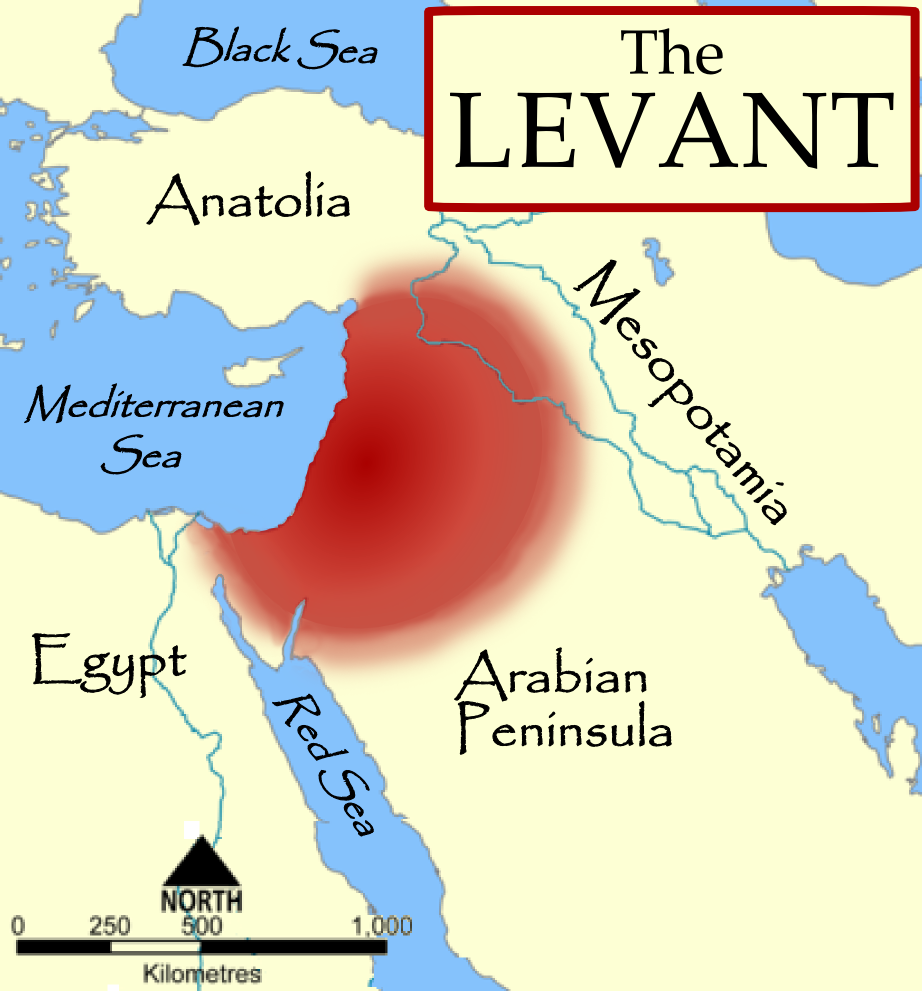
Le Levant.

Le Levant (en arabe : المشرق ou بلاد الشام, en hébreu : לבנט, en araméen : ܐܬܪܘܬܐ ܕܫܐܡ) désignait traditionnellement en français les régions bordant la côte méditerranéenne de l'Asie : en premier lieu la Syrie, ainsi que le Liban (les États du Levant au sens français) ; mais la région du Levant inclut également Israël, la Palestine, la Jordanie, la Mésopotamie et l'Égypte. La liste des provinces composant le Levant se déduit de l'article 17 du titre II de l'ordonnance du 3 mars 1781 sur les Consulats, le commerce et la navigation dans les Échelles du Levant et de Barbarie.
Le Levant est aujourd'hui plus souvent désigné sous le nom de « Proche-Orient » ou même de « Moyen-Orient », par alignement sur l'anglais Middle East. Il correspond aussi parfois au Machrek (المشرِق en arabe) : mais ce terme, dérivant des racines consonantiques sh-r-q (ش ر ق, « est » ou « soleil levant »), désigne une région plus large qui comprend aussi l'Irak. Un autre terme arabe utilisé est « pays de Cham » (بلاد الشام), qui comprend dans sa version large Syrie, Liban, Jordanie, Israël, Palestine et la province de Hatay dans le Sud de la Turquie.

## Évolution du sens

### Origine du mot
« Levant » est à l'origine un mot issu du français médiéval signifiant « orient ». Il désignait à l'origine tous les territoires méditerranéens à l'est de l'Italie, c'est-à-dire non seulement le Levant actuel, mais aussi les régions de l'Empire byzantin.
Ce sens se conserva pour désigner les régions qui dépendaient de l'Empire ottoman. Le commerce des capitulations avec le Grand Turc était couramment appelé « commerce du Levant », et les « échelles du Levant » étaient les ports et les villes de l'Empire ottoman, au Proche-Orient ou en Afrique du Nord tels qu'Alger et Marseille, avec lesquels négociaient les commerçants français. Enfin, les habitants de l'Empire étaient appelés Levantins.

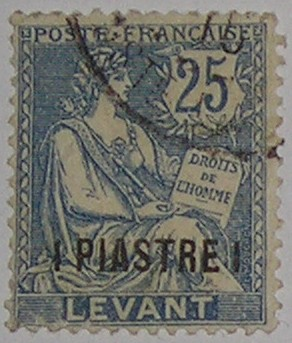
Timbre français en usage dans le Levant ottoman entre 1902 et 1920.

Au XIXe siècle, le mot commença à recouvrir des espaces différents : chez les écrivains et les poètes, il désignait encore toutes les régions de l'Empire ottoman. Cependant, pour les archéologues et les historiens, et à leur suite les politiques, il se réfèrera plus précisément à la zone comprise entre la chaîne du Tarse et la mer Rouge.

### Le «Levant français»
En 1920, profitant de la dislocation de l'Empire ottoman au traité de Sèvres et de l'échec de la monarchie de Fayçal, la France envoya ses troupes au Liban et en Syrie. Le haut-commissaire, le général Gouraud, est le commandant en chef.
Extrait : « Un premier heurt se produit dans l'Anti-Liban à la suite de la pénétration d'une colonne aux ordres du Général Mariano Goybet. Un nouvel engagement décisif se produit le 24 juillet 1920 à khan-Meisseloun, ouvrant le lendemain aux troupes françaises les portes de Damas. Celles-ci occupent ensuite Homs, Hama et Alep.
La France obtint alors mandat de la Société des Nations sur le Liban et la Syrie, couramment appelés les « mandats du Levant ».

### Aujourd'hui

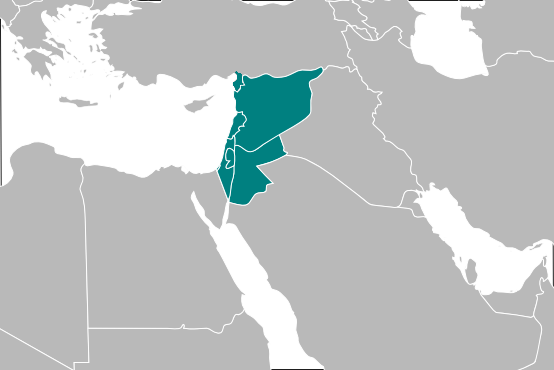
Le Levant dans ses frontières politiques modernes Liban, Syrie, Jordanie, Israël et Palestine.

Le terme est toujours couramment utilisé par les archéologues et les historiens pour se référer à cette région, particulièrement aux temps préhistoriques, antiques et médiévaux. Le terme est encore parfois utilisé pour parler d'événements, de personnes, de cultures ou des États du Liban, de Syrie, de Jordanie et de la Palestine. En anglais, l'expression de Southern Levant (« Levant Sud »), recouvre ces quatre derniers espaces.
Amman, Beyrouth, Tripoli, Damas, Gaza, Jérusalem et Tel-Aviv figurent parmi les agglomérations principales du Levant.
Le terme est également utilisé par le groupe armé djihadiste EIIL, pour désigner la Syrie.

## Géographie marine
« Levant » est le nom du bassin oriental de la mer Méditerranée. Ses fosses descendent à près de 3 300 m (près de l'île de Crète). Il est bordé par l'arc égéen, la Turquie, Chypre, l'Égypte et la Libye. C'est un passage commercial important puisqu'il est au carrefour de plusieurs voies de communication célèbres : ancienne Phénicie, route de la soie, route maritime de l'Extrême-Orient par le canal de Suez, etc.